# NGC 165
NGC 165 là một thiên hà xoắn ốc có rào chắn nằm trong chòm sao Kình Ngư. Nó được phát hiện vào năm 1882 bởi Wilhelm Tempel và được mô tả là "mờ nhạt, lớn, ngôi sao ở trung tâm, phía đông của 2" bởi John Louis Emil Dreyer.